# Lê Vĩnh Tân
Lê Vĩnh Tân (sinh năm 1958) là một chính trị gia người Việt Nam. Ông nguyên là Bộ trưởng Bộ Nội vụ Việt Nam, đại biểu Quốc hội Việt Nam khóa XIV nhiệm kì 2016-2021, thuộc đoàn đại biểu Quốc hội tỉnh Đồng Tháp. Trong Đảng Cộng sản Việt Nam ông từng giữ chức vụ Phó Trưởng ban Tổ chức Trung ương, Ủy viên Ban Chấp hành Trung ương Đảng khóa XII. Ông từng là Bí thư Tỉnh ủy, Chủ tịch Hội đồng nhân dân tỉnh Đồng Tháp, Phó Trưởng ban Kinh tế Trung ương.

## Xuất thân
Lê Vĩnh Tân sinh ngày 2 tháng 7 năm 1958 tại xã Tân Hòa, huyện Lai Vung, tỉnh Sa Đéc (nay là tỉnh Đồng Tháp). Ông hiện cư trú ở Số 43, Đặng Thai Mai,
quận Tây Hồ, thành phố Hà Nội.

## Giáo dục
- Giáo dục phổ thông: 12/12 [3]
- Kĩ sư (đại học) chuyên ngành Cơ khí nông nghiệp[3][4]
- Cử nhân Lý luận chính trị[3]

## Sự nghiệp
Tháng 12 năm 1976, ông nhập ngũ thi hành nghĩa vụ quân sự, đến tháng 1 năm 1980 thì xuất ngũ với cấp bậc Thượng sĩ, trợ lý hậu cần tiểu đoàn 502A, Bộ Chỉ huy Quân sự tỉnh Đồng Tháp. Ông được kết nạp vào Đảng Cộng sản Việt Nam ngày 13 tháng 1 năm 1980. Tháng 2 năm 1980, ông theo học Khoa Cơ khí nông nghiệp, Đại học Cần Thơ. Ngày 13 tháng 7 năm 1981, ông được công nhận là Đảng viên chính thức sau một năm là Đảng viên dự bị.
Tháng 10 năm 1984, ông tốt nghiệp Kỹ sư Cơ khí nông nghiệp và được phân công làm Cán bộ kỹ thuật của Xí nghiệp Cơ khí An Long, tỉnh Đồng Tháp.
Tháng 5 năm 1986, ông được điều về công tác tại Sở Công nghiệp tỉnh Đồng Tháp, lần lượt giữ các chức vụ Phó phòng, Trưởng phòng Tổng hợp – Tổ chức – Hành chính, Phó Giám đốc Sở, Quyền Giám đốc Sở, Giám đốc Sở Công nghiệp tỉnh Đồng Tháp. Ông cũng được bầu làm Đại biểu Hội đồng nhân dân tỉnh, nhiệm kỳ 1994 – 1999, 1999 – 2004.
Tháng 1 năm 2004, ông được bầu vào Ban Chấp hành Đảng bộ tỉnh khóa VII, tái đắc cử Đại biểu Hội đồng nhân dân tỉnh, nhiệm kỳ 2004 – 2011; rồi Ủy viên Ban Thường vụ Tỉnh ủy Khóa VIII, Bí thư Huyện ủy, Chủ tịch Hội đồng nhân dân huyện Lấp Vò, tỉnh Đồng Tháp.
Tháng 2 năm 2006, ông được bầu làm Ủy viên Ban Thường vụ Tỉnh ủy, Phó Chủ tịch Ủy ban nhân dân tỉnh, rồi Phó Bí thư Tỉnh ủy tỉnh Đồng Tháp.
Ngày 22 tháng 4 năm 2010, Hội đồng nhân dân tỉnh Đồng Tháp khóa VII, họp bất thường bầu bổ sung Chủ tịch, Phó Chủ tịch Ủy ban nhân dân tỉnh Đồng Tháp nhiệm kỳ 2004-2011 đã bầu ông giữ chức Chủ tịch Ủy ban nhân dân tỉnh Đồng Tháp thay người tiền nhiệm Trương Ngọc Hân vừa nghỉ hưu.
Ngày 20 tháng 10 năm 2010, ông được bầu làm Bí thư Tỉnh ủy Đồng Tháp. Một tháng sau, ngày 19 tháng 11 năm 2010, ông được cho thôi giữ chức Chủ tịch UBND và được bầu làm Chủ tịch Hội đồng nhân dân tỉnh Đồng Tháp thay người tiền nhiệm Huỳnh Minh Đoàn.
Tại Đại hội Đảng Cộng sản Việt Nam XI, ông được bầu làm Ủy viên Ban Chấp hành Trung ương Đảng Cộng sản Việt Nam.
Ông có bằng Cử nhân chính trị và được Nhà nước Việt Nam trao tặng Huân chương Lao động hạng Ba.
Ngày 30/12/2013, Bộ Chính trị điều động ông Lê Vĩnh Tân, Bí thư Tỉnh uỷ Đồng Tháp giữ chức Phó Trưởng Ban Kinh tế Trung ương.
Ngày 28/9/2015, Thủ tướng Chính phủ bổ nhiệm ông Lê Vĩnh Tân, Ủy viên Trung ương Đảng, nguyên Phó trưởng Ban Kinh tế Trung ương giữ chức Thứ trưởng Bộ Nội vụ.
Ngày 08/04/2016, ông Lê Vĩnh Tân được bổ nhiệm làm Bộ trưởng Bộ Nội vụ.
Ngày 07 tháng 4 năm 2021, Tại kỳ họp thứ 11, Quốc hội khóa XIV, được Quốc hội phê chuẩn, Chủ tịch nước miễn nhiệm chức danh Bộ trưởng Bộ Nội vụ nhiệm kỳ (2016 – 2021) theo đề nghị của Thủ tướng Phạm Minh Chính.
Ngày 09/04/2021, Bộ Nội vụ tổ chức Hội nghị Bàn giao nhiệm vụ của Bộ trưởng Bộ Nội vụ giữa ông và bà Phạm Thị Thanh Trà.